# Азиатские оленьки
Азиатские оленьки, или канчили (Tragulus) — род парнокопытных млекопитающих семейства оленьковые.
Одни из самых мелких копытных. Длина тела составляет от 40 до 75 см, масса от 0,7 до 8 кг. Окраска шерсти светло- или тёмно-бурая. Безрогие. Обитают в Южной и Юго-Восточной Азии. Активны ночью. Живут скрыто в лесах. Детёнышей обычно два.
Подобно водяному оленьку, азиатские оленьки являются хорошими пловцами и ныряльщиками, но предпочитают жить в более засушливых местах. Да и защищаются они от врагов иначе. При опасности зверьки стремятся где-нибудь затаиться, а если сделать это не удалось, то сразу же оказывают врагу сопротивление: с помощью своих острых клыков, расположенных на верхней челюсти, они могут очень больно укусить хищника или человека.

## Виды
- Малый оленёк (Tragulus javanicus)[1], или яванский малый канчиль[1]
- Большой оленёк (Tragulus napu)[1], или оленёк напу[1], или большой канчиль[1]
- Tragulus kanchil
- Tragulus nigricans
- Tragulus versicolor
- Tragulus williamsoni